# Crkva sv. Nikole u Mirkovcima
Crkva svetog Nikole  u Mirkovcima u Hrvatskoj je pravoslavna crkva, u sastavu Osječkopoljske i baranjske eparhije Srpske pravoslavne crkve, a koja je posvećena blagdanu svetog Nikole.
Crkva svetog oca Nikolaja je izgrađena 1813. godine i jedna je od dvije pravoslavne crkve koje pripadaju mirkovačkoj parohiji. 1991. godine u razdoblju Domovinskog rata teško je oštećen zvonik crkve te je došlo do urušavanja krovne konstrukcije. Obnova crkve izvedena je 1993. godine.

## Vanjske poveznice
- Facebook stranica crkve